# Юбилейная площадь (Новочеркасск)
Юбиле́йная площадь — одна из площадей в историческом центре города Новочеркасска Ростовской области.

## История
Согласно плану города Новочеркасска, составленного в 1906 году главным архитектором города В. Н. Куликовым, черта городских строений заканчивалась там, где находится современная четная сторона Первомайской улицы и улица 26 Бакинских Комиссаров. Здесь находилось окончание Бакланского проспекта, а на небольшом расстоянии было начало Краснокутской рощи. Северная граница этой рощи проходила по территории, на которой сейчас располагается кинотеатр «Космос». Такой была ситуация до 1950-х годов.
При выезде из города было построено здание и сдано в эксплуатацию в 1955 году. Им оказалося четырехэтажное студенческое общежитие инженерно-мелиоративного института в архитектурном стиле советской псевдоклассики. Впоследствии стиль этого здания был положен в основу для дальнейшего формирования основы будущей площади.
В 1967 году в честь 50-летия Октябрьской революции она получила название «Юбилейная». На новой площади разместился широкоформатный кинотеатр «Искра» и гостиница «Новочеркасск», был установлен памятник космонавту Юрию Гагарину — скульптором стал В. Долматов. В связи с появлением памятника, был переименован и кинотеатр, он стал называться не «Искрой», а «Космосом».
В 1988 году здесь на углу Баклановского проспекта и Первомайской улицы был сдан в эксплуатацию 14-этажный дом. В 2003 году должен был быть установлен памятник атаману М. И. Платову на Юбилейной площади среди большого цветника. Уже была одобрена созданная модель памятника в исполнении скульптора Исакова. Место, подготовленное для размещения монумента, украсили камнем с текстом: «Камень сей обозначает место установки памятника Донскому атаману Графу М. И. Платову. Заложен 4 мая 2003 года казаками ВКО Всевеликое Войско Донское». Однако, почему-то в конечном итоге был создан другой памятник для установки на бульваре Платовского проспекта вблизи Вознесенского собора.
Юбилейная площадь служит местом транспортной развязки. Ее пересекает автомагистраль, по которой совершается круглосуточное движение, находятся трамвайные пути. В ноябре 2013 года на площади были установлены антивандальные скульптуры — кони.